# ギアリーの待ち伏せ
ギアリーの待伏せ（ギアリーのまちぶせ、英: Ambush of Geary）は、アメリカ独立戦争のニューヨーク・ニュージャージー方面作戦中に行われた小戦闘である。1776年12月14日に、ニュージャージー州ハンタードン郡イーストアムウェル郡区リンゴーズ近くで起きた。イギリス軍竜騎兵中隊の指揮官フランシス・ギアリー少尉が地元民兵隊の仕掛けた待ち伏せで撃たれた。
イギリス軍はニューヨーク・ニュージャージ方面作戦の前半でニューヨーク市を占領した後、ニュージャージー中央部全体に前進基地を築いた。海軍提督フランシス・ギアリーの息子で同名のフランシス・ギアリーがペニントンにあった基地からの作戦行動中に待ち伏せにあって殺された。その遺骸はイギリス軍が取り戻すことのないよう一旦隠され、後に浅い墓に埋葬された。19世紀に地元歴史家がその墓の場所を確認することとなり、その場所とイングランドに歴史標識を建てた。
ギアリーを失ったことは、イギリス軍の偵察範囲を減らすことになった多くの軍事行動の1つであり、ジョージ・ワシントンがデラウェア川を渡河しトレントンの戦いで成功する要因にもなった。

## 背景
1776年秋、イギリス軍総司令官ウィリアム・ハウ将軍がジョージ・ワシントンの大陸軍をニューヨーク市から追い出すことに成功した後、ワシントン軍はチャールズ・コーンウォリス将軍の追撃を逃れ、ニュージャージーに撤退した。12月初旬にはデラウェア川を渡ってデラウェアに撤退し、イギリス軍はニュージャージーで冬季宿営地の設定を始め、パースアンボイからボーデンタウンまで前進基地の連なりを構築した。
イギリス軍とその同盟ヘッセン＝カッセル軍は定期的に偵察隊や糧食徴発部隊を派遣していた。これらの部隊は地元愛国者民兵隊からの攻撃に対しては脆弱だった。トレントン基地周辺の地域はヨハン・ラールの指揮で主にヘッセン＝カッセルの兵が駐屯しており、特に民兵の襲撃を受けやすかった。イギリス軍第16軽装竜騎兵隊の分遣隊がトレントンから遠くないペニントンに駐屯していた。トレントンの北にあるハンタードン郡は、12月初旬に少女や妊婦の強姦についての訴えなど、イギリス兵やドイツ兵による残虐行為が報告された場所であり、これら報告がトレントン北での愛国者民兵の活動を増加させることになった。
フランシス・ギアリー少尉はフランシス・ギアリー提督とメアリー・バーソロミューの長男であり跡継ぎだった。1752年に生まれ、サリーで育ち、オックスフォードのベリオール・カレッジで学んだ。1773年に第16竜騎兵隊の少尉を購入し、1776年には北アメリカに派遣され、9月末にニューヨーク市に到着していた。10月11月、ギアリーの部隊はおもにニュージャージー北部での徴発を担当し、ほとんど組織化された抵抗に遭っていなかったが、12月1日にペニントンで宿営するよう命じられた。12月14日、第16竜騎兵隊のギアリーと7名の隊員が北方への偵察任務を与えられた。

## 待ち伏せ
この小戦闘について最も詳細な史料は、愛国者民兵隊の指揮官ジョン・シェンク大尉の従兄弟である同名のジョン・シェンクの軍人恩給申請書に添付された宣誓供述書である。イギリス兵による詳細な証言は存在していない。シェンクの証言に従えば、ギアリーの部隊は軍隊のために塩漬け牛肉と豚肉を徴発することができるかを確認するために、アムウェルを抜けてフレミントンに馬で向かった。この情報が前日に伝わり、ジョン・シェンクがそれを知ると、翌朝数名の民兵（8名、史料により異なる）を集めて出発し、フレミントンの南約5マイル (8 km) の森で待ち伏せを仕掛けた。ギアリーの部隊が通ったとき、民兵隊がマスケット銃の一斉射撃を行い、ギアリーを殺した。この戦闘には参加していなかったイギリス軍士官のより簡潔な報告書では、ギアリーは威嚇射撃で警告されたが、一斉射撃から逃れることができなかったとしている。竜騎兵隊も反撃したが、民兵隊の継続的な発砲によって撃退された。

## 戦いの後
民兵達は、ギアリーの制服のうち剣やギアリーの名前が刻まれた帽子の銀盤など一部を着服した。その後物資を得るために派遣されたイギリス兵が地元住民に尋ね、辺りを捜索したが、ギアリーの遺骸は見つからなかった。民兵達は遺骸を隠しており、翌日には浅い墓に埋葬した。
イギリス軍のジョン・バーゴイン将軍は第16竜騎兵隊長の大佐として、ギアリー提督に次のように書き送っていた。
この待ち伏せと類似した民兵による攻撃によって、トレントンから約4マイル (6 km) の範囲を超えて動くことは危険になったので、イギリス軍はその偵察範囲を狭めることになった。このことは、ワシントンがデラウェア川を渡る前に河沿いに船を集め始め、最終的に1776年12月26日のトレントンの戦いに集約される動きにとって重要な要素となった。ギアリーの部隊は河と渡河の出発地となったマルタ島からは、僅か5マイル (8 km) の所に駐屯していた。

## 遺産
ハンティンドン郡の伝承では、ギアリーの持ち物がイギリス軍に発見されないよう隠されたとされている。上着は屋根裏部屋の床にあった小麦の山の下に隠され、長靴はオーブンの中に隠された。ギアリーの制服の赤い縁取りは剥がされ、糸は様々な装飾に使われ、剣は溶かされてスプーンに変えられ、堅い革の帽子は農夫が馬のえさ箱からオートムギを掬うために使われた。
ハンタードン郡住民の多くは、ギアリーがそこに埋められていることを知らず、イギリス軍がその遺骸を回収したことになっていた。1891年、ハンタードン郡歴史協会がその遺体が埋められていると疑いのあった場所から1つの遺骸を発掘した。その墓から出てきたのは1体の骸骨と、"Q. L. D."と記された銀ボタンであり、それは竜騎兵隊（女王の軽装竜騎兵）を意味していた。ギアリーの家族が1907年にその場所に墓標を置いた。イングランドのサリー州、グレートブッカムのセントニコラス教会には、フランシス・ギアリー少尉と事件を説明する浅浮き彫り銘板がある。